# Erich Hasenkopf
Erich Hasenkopf (20 febbraio 1935 – 12 luglio 2021) è stato un calciatore austriaco, di ruolo difensore.

## Carriera

### Nazionale
Il 14 ottobre 1956 esordisce in Nazionale contro l'Ungheria (0-2).

## Palmarès

### Club

#### Competizioni nazionali
- Campionato austriaco: 2

Wiener: 1957-1958, 1958-1959